# Östergötlands runinskrifter 62
Runinskrift Ög 62 är en runsten som ursprungligen stått vid Biskopsberga cirka 1,5 km nordost om Skänninge. Den halva som nu återstår är rest i ruinen efter Sankta Ingrids kloster. 

## Stenen
Stenen är numera sprucken i två delar, varav den ena är förkommen, medan den andra halvan har rests vid lämningarna av Sankta Ingrids kloster inne i Skänninge. Materialet består av gråröd granit. Förutom runslingan har även ett kristet kors funnits ristat på stenen.

## Inskriften
Här återges runinskriften i translittererade former. Den försvunna delens inskrift är känd från äldre återgivningar och återges inom hakparentes:
Runsvenska: [eystin : rais-i : sti-] ...tiR : iskil : bruþur : sin :
Nusvenska: (Östen reste stenen) efter Eskil, sin broder... 

## Fler bilder

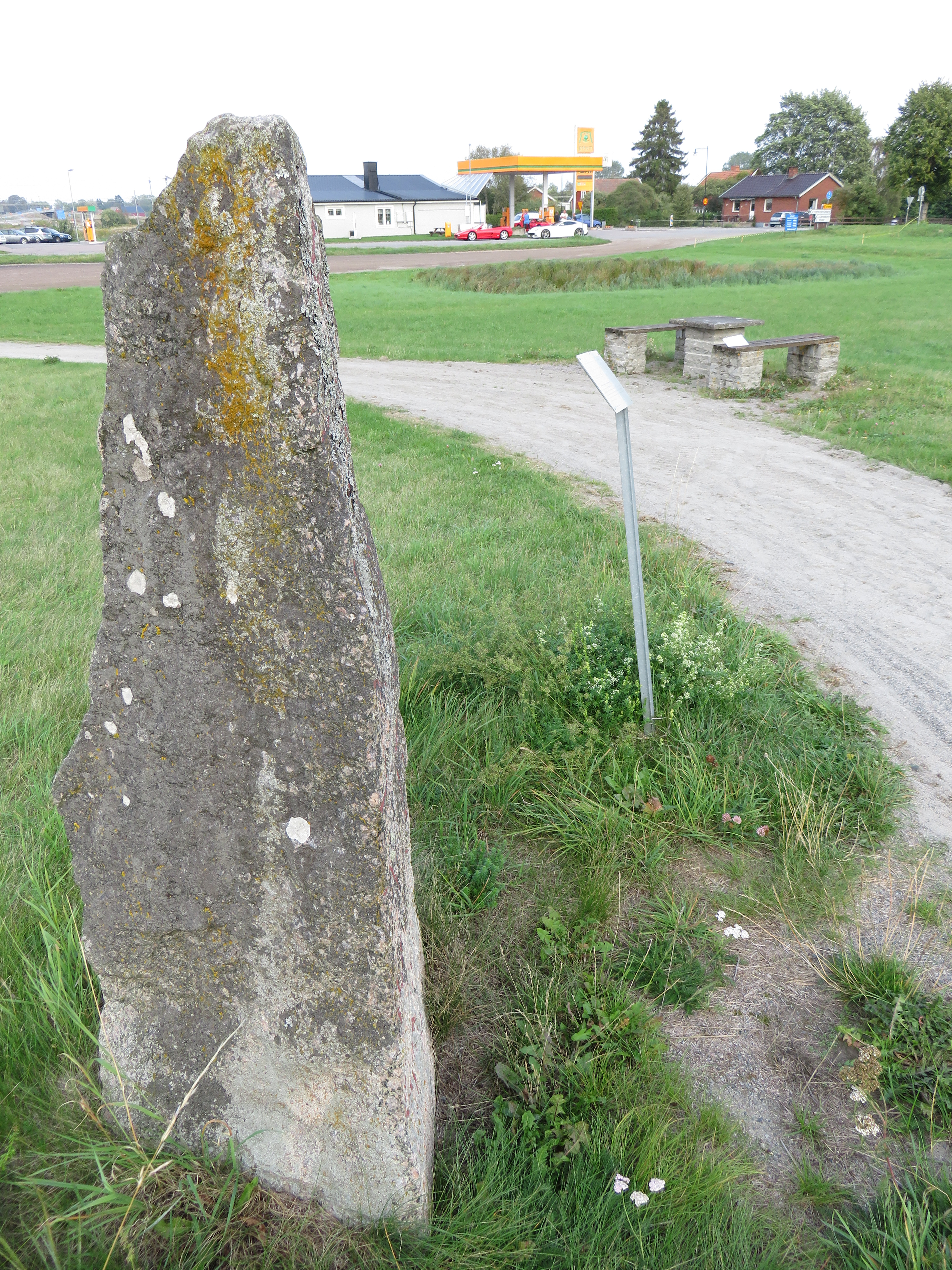
Baksidan av Ög 62.
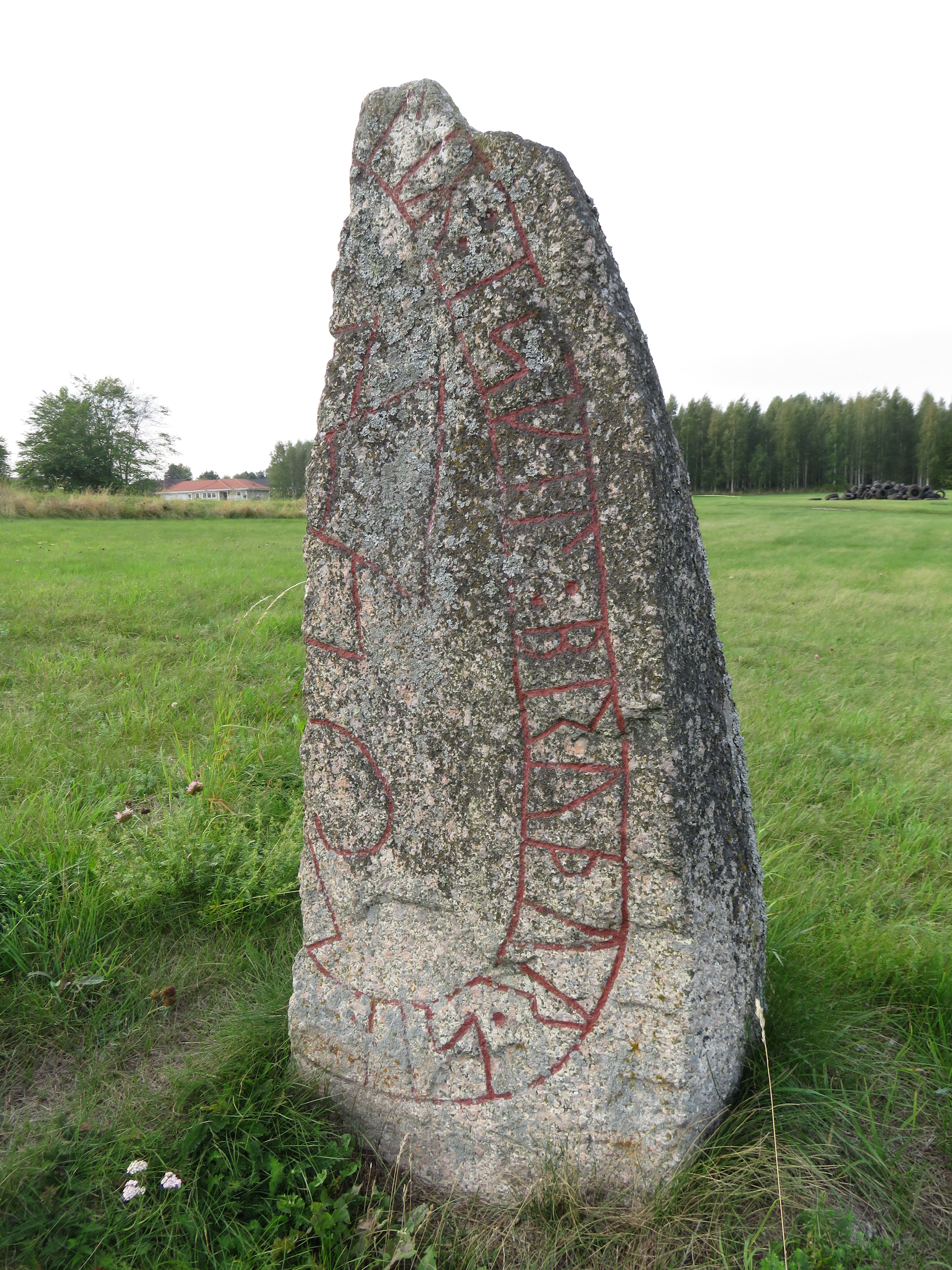
Framsidan av Ög 62
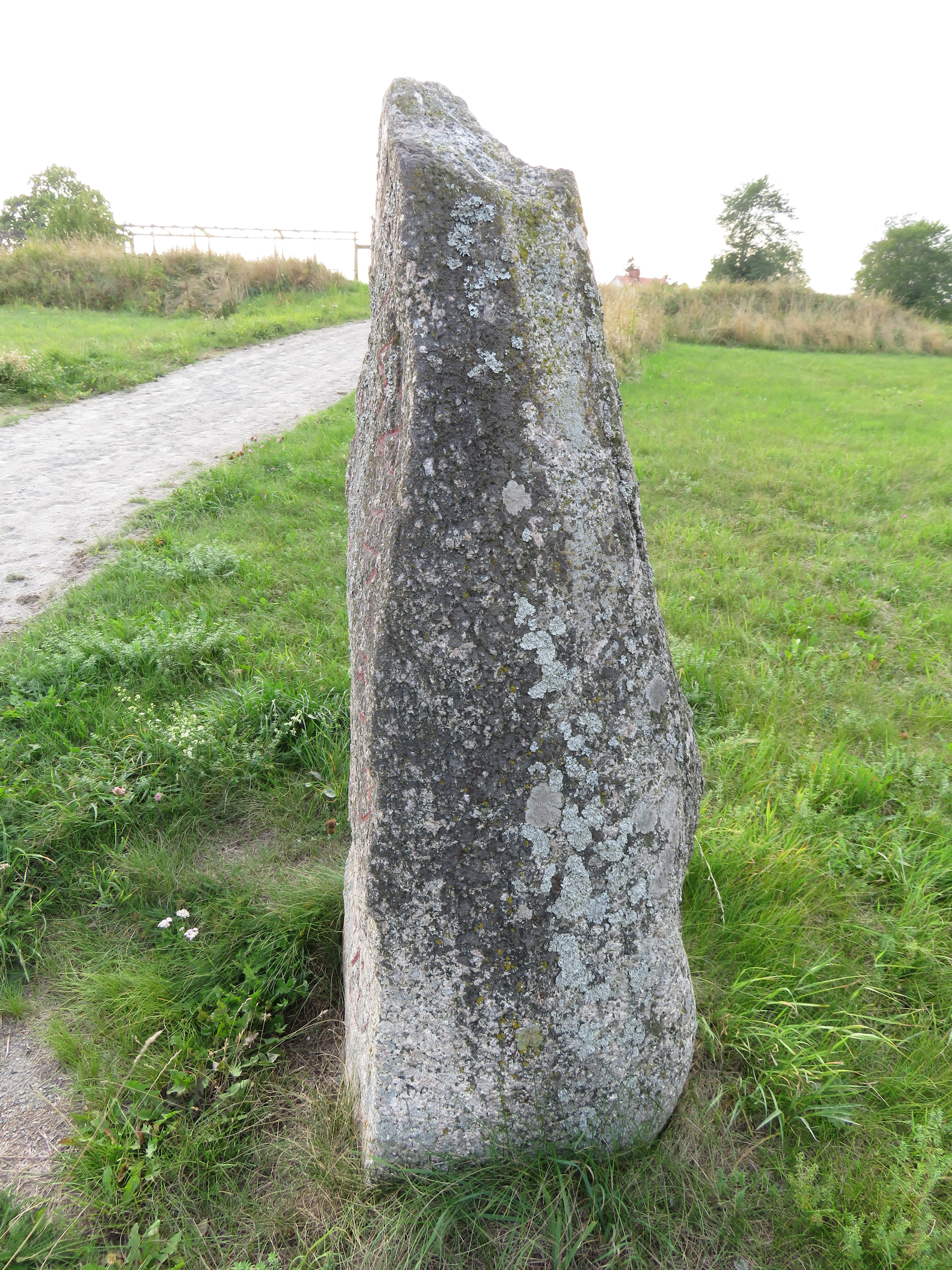
Ena sidan av Ög 62.